# Dział wód

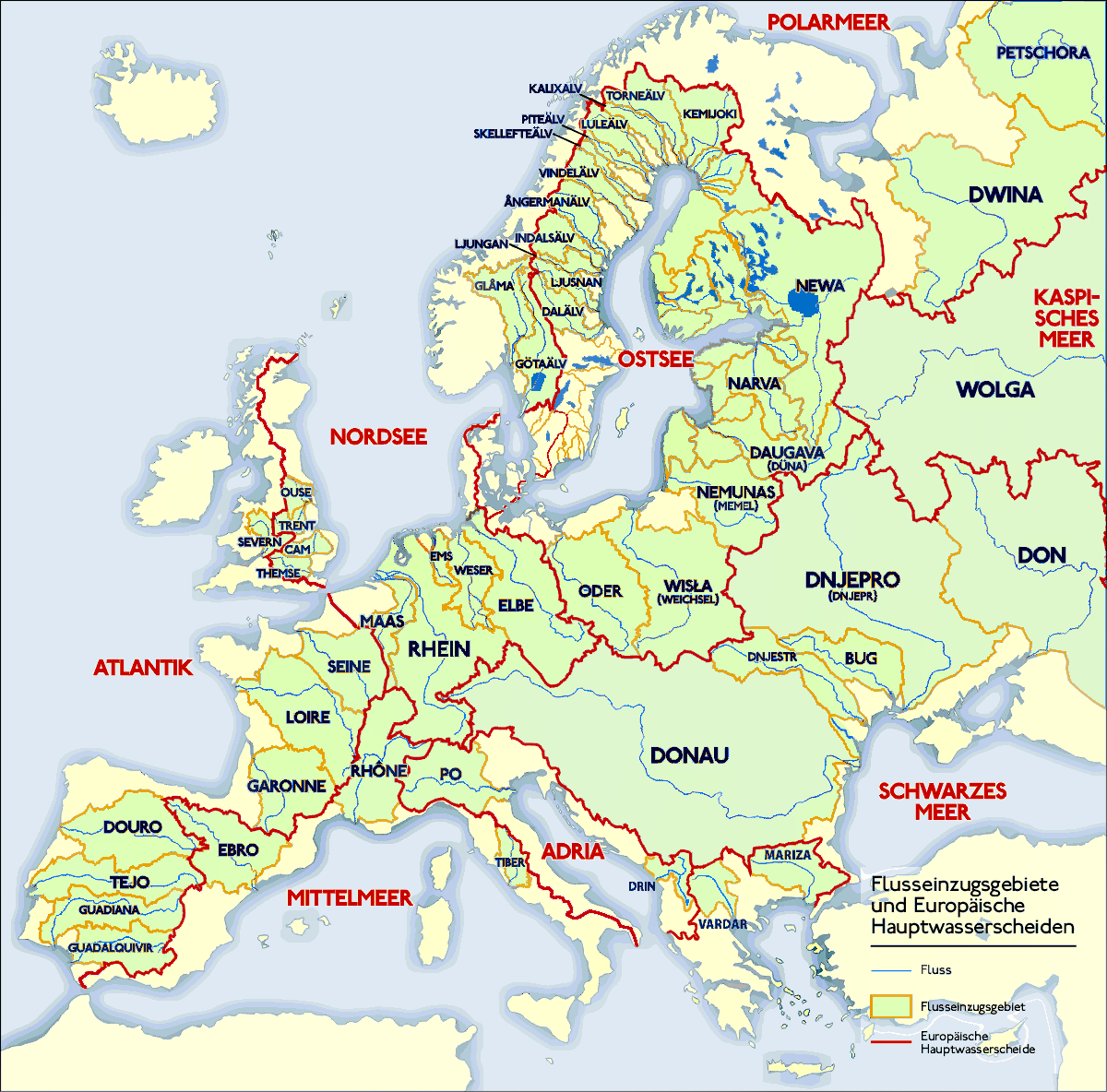
Kontynentalne działy wód w Europie

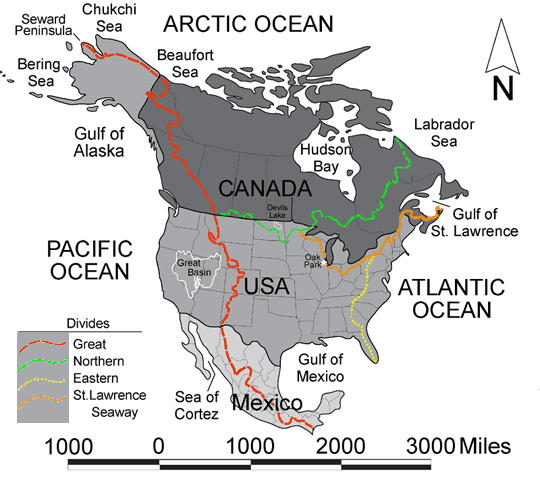
Kontynentalne działy wód w Ameryce Północnej

Dział wód (dział wodny, rzadziej wododział) – umowna linia rozgraniczająca sąsiednie zlewnie lub dorzecza; dla wód powierzchniowych wyznacza się go na podstawie analizy ukształtowania terenu, a dla wód podziemnych w drodze rozpoznania wysokości zalegania zwierciadła wód podziemnych i układu utworów geologicznych.
Istnieje hierarchia działów wód:
- kontynentalny – oddziela zlewiska mórz i oceanów,
- I rzędu – oddziela dorzecza rzek głównych,
- II rzędu – oddziela dorzecza dopływów tych rzek głównych,
- III rzędu – oddziela dorzecza dopływów tych dopływów

itd.
Stosunkowo łatwo wyznaczyć jest dział wód na obszarach pofałdowanych, w górach i na wyżynach, gdzie prowadzi się go wzdłuż linii grzbietu wypukłości terenu, przez jego szczyt oraz przez przełęcze pomiędzy nim a sąsiednimi szczytami. Natomiast na terenach nizinnych jego dokładne wyznaczenie jest o wiele trudniejsze. Zdarza się nawet, że cieki rozdzielają się, a ich wody spływają do dorzeczy dwóch rzek, mamy wówczas do czynienia z bifurkacją wód rzecznych. Tak jest np. z Casiquiare w Ameryce Południowej oraz Obrą w Polsce. Bifurkacja tej ostatniej ma jednak charakter sztuczny – rzeka jest bowiem dopływem Warty, ale przez kanał część wody płynie do Obrzycy.